# Juncus pauciflorus
Juncus pauciflorus är en tågväxtart som beskrevs av Robert Brown. Juncus pauciflorus ingår i släktet tåg, och familjen tågväxter. Inga underarter finns listade i Catalogue of Life.